# Jan z Mirecourt
Jan z Mirecourt (zm. po 1350) – filozof i teolog francuski, członek zakonu cystersów oraz wykładowca na uniwersytecie paryskim. Zwolennik nominalizmu i ockhamizmu, zajmował się teorią poznania.
Do zakonu wstąpił w 1345. Komentował Sentencje Piotra Lombarda w zakonnym kolegium św. Bernarda, które funkcjonowało w Paryżu. W 1347 część tez z Komentarza potępił Robert z Bardi, kanclerz uniwersytetu paryskiego.